# تصوير بالموجات فوق الصوتية للقصور الوريدي المزمن في القدمين
تصوير بالموجات فوق الصوتية (بالإنجليزية: Ultrasonography of chronic venous insufficiency of the legs)‏، موجات صوت تنتشر في الأوساط المادية مثل:(الهواء، الماء، المواد الصلبة) بشكل اهتزازات طولية بعيداً عن مصدر الصوت مكونة موجات مثل أمواج البحر. ويكون لها تردد أعلى من 20,000 هيرتز وهي أعلى من الموجات الصوتية المسموعة (20 هيرتز - 20،000هيرتز). تقنية تصوير الجسم بالموجات فوق صوتية تعتمد على إسقاط حزمة صوتية والتقاط الانعكاس المرتد من العضو، مكونًا صورة تتدرج من الأسود إلى الأبيض نتيجة لاختلاف المقاومة الصوتية بين أنسجة الجسم، بحيث تظهر الأنسجة ذات المقاومة العالية بيضاء والأنسجة عديمة المقاومة سوداء.

## وصف الجهاز

### مكونات جهاز الموجات فوق صوتية

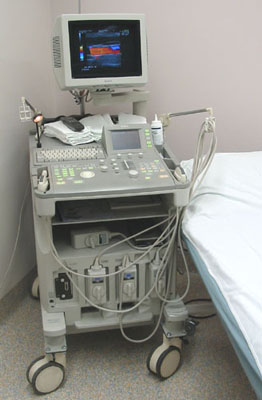
جهاز التصوير بالموجات فوق صوتية.

1. المسبار
2. شاشة عرض.
3. لوحة تحكم
4. مشغل أقراص
5. وحدة تخزين
6. طابعة

#### تعريف المجس (المسبار) (US-Transducer)
المجس هو جهاز يستخدم لتحويل الطاقة الكهربائية لطاقة صوتية ليرسلها على شكل نبضات (pulse wave PW) أو مستمر (continues wave PW) وبالعكس يقوم باستقبال هذه الطاقة الصوتية المنعكسة عن أنسجة الجسم على شكل موجات ليحولها لطاقة كهربائية ويرسلها لجهاز التصوير على شكل نبضات كهربائية لمعالجتها وتحليلها ويوجد منه من الأنواع والأشكال تختلف باختلاف الاستخدام كما يوجد منها أنواع متعددة الترددات (multi frequency) وبناء علي ما تقدم نجد أن المجس هو الجزء الأهم في جهاز الالتراساوند.

#### أنواع المسبار

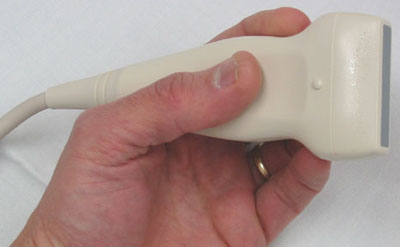
المسبار الخطي.

يأتي المسبار بعدة أشكال ومميزات مختلفة ليتناسب مع تصوير العديد من أجزاء الجسم ومنها:
# المسبار الخطي: يستخدم تردد صوتي عالي 7 ميقا هيرتز، وينتج موجات صوتية خطية متوازية لتصوير الأجزاء السطحية من الجسم كالغدة الدرقية.
# المسبار المنحني: يترواح تردد الموجات الصوتية المستخدمة فيه من 2 - 5 ميغاهيرتز ليمكنه من الدخول لمناطق أعمق في الجسم كأعضاء المنطقة البطنية من كبد وكلى.
# المسبار المستخدم للتصوير ثلاثي الأبعاد:
- مسبار المصفوفة
التردد الموجي يكون بين 1-3 ميغاهيرتز، يقوم بالتصوير في اتجاهين مختلفين بجودة عالية في نفس الوقت، أو صور مجسمة لأعضاء الجسم أو الجنين في اللحظة ذاتها.

## عمل الجهاز

### مبدأ عمل الموجات فوق الصوتية
- عند توصيل جهاز الموجات فوق صوتية بالكهرباء سيمر التيار الكهربائي إلى الكرستالات المكونة للمسبار مما يؤدي إلى اهتزازها مكونة تأثيرا يسمى «بيزوالكتريك» كهروضغطية حيث يعتمد على الضغط.
- تنتج الموجات فوق صوتية نتيجة للضغط الذي يؤدي إلى تمدد وانكماش الكرستالات بعد مرور التيار الكهربائي فيها بتردد يتراوح بين 2-15 ميغاهيرتز فتعبر خلال الجسم وتمر بأحد هذه التفاعلات مع أنسجة الجسم الداخلية:
- التخفيف: تقليل كثافة الموجات
- الانكسار: تغيير في اتجاه وسرعة الموجات

تخفيف أو تقليل الموجات له ثلاث آنواع:
أ- الانعكاس:
عندما تسقط الموجات بين نسيجين مختلفين فأن جزء منها ينعكس ويرتد للمسبار، تعتمد نسبة الموجات المرتدة على الفرق بين المقاومة في النسيجين، وكلما زاد الفرق بين النسيجين في المقاومة زادت نسبة الموجات المنعكسة.
هذا هو أساس تكوين صور الموجات فوق صوتية الاختلاف في كثافة ومقاومة الأنسجة للموجات. في بعض الحالات قد تكون الفرق بين المقاومة في الانسجة عالي جداً مما يسبب في انعكاس كامل الموجات مثل الفرق بين العظام والهواء، لذلك لايمكن استخدام الموجات الصوتية في تصوير العظام.
ب- الامتصاص:
هو الشكل الرئيسي للتخفيف. يحدث الامتصاص عند عبور الموجات خلال الأنسجة الرخوة فتنتج حرارة وفقدان للطاقة الموجية نتيجة للاحتكاك. ويزيد فقدان الطاقة الصوتية مع الزيادة في العمق.
ج- الانتشار المبعثر:
إذا كان طول الموجة أكثر من المكان المراد تصويره، فأن الارتداد الموجي لا يكون بشكل مستقيم ولكن بعدة اتجاهات عدا الاتجاه الصحيح ناحية المسبار.
العوامل المؤثرة على تخفيف الموجات الصوتية:
1. التردد الموجي: كلما زاد التردد، زاد التخفيف وقل الاختراق الموجي للجسم.
2. نوع الأنسجة التي تمر من خلالها الموجات.
3. عمق الأنسجة المراد تصويرها، تقل طاقة الموجات كلما زاد العمق.[3][4]

## تطورة واستخداماته

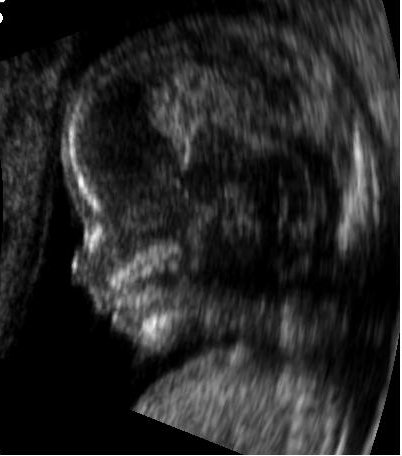
صورة بالموجات فوق صوتية لجنين في الاسبوع الرابع عشر

قد تطورت هذه التقنية نتيجة لأهميتها، فأصبح بالإمكان إنتاج صور ثلاثية الأبعاد أو رباعية الأبعاد للأجنة. التصوير بالموجات فوق الصوتية مهم للكشف عن كثير من الأمراض، ولكن في الغالب يتم استخدامها لتصوير الجنين في رحم الأم. وتستخدم الموجات فوق الصوتية لاختراق الرحم والتقاط صور للطفل تظهر على الشاشة.
بشكل عام، التصوير بالموجات فوق الصوتية يساعد في التأكد من النمو الطبيعي للجنين.
تخضع الغالبية العظمى من النساء الحوامل في جميع أنحاء العالم للموجات فوق الصوتية خلال فترة الحمل. في حين أن تقنية 2D ثنائية الأبعاد التقليدية هي أكثر شيوعا وتستخدم لأكثر من 25 عاما وقد سمحت التطورات الأخيرة إلى تحويلها لصور ثلاثية ورباعية الأبعاد.
التصوير ثنائي الأبعاد 2D من اسمه يدل على ثنائية الأبعاد للأعضاء، مما يعني أن الصور سوف تبدو مسطحة الشكل وكأنها صور عادية. ذلك يساعد في تشخيص عيوب القلب، ومشاكل مع الأعضاء الأخرى مثل الكلى والرئتين. وتكون الصور مستوية وباللونين الأسود والأبيض.

### ثلاثي الأبعاد

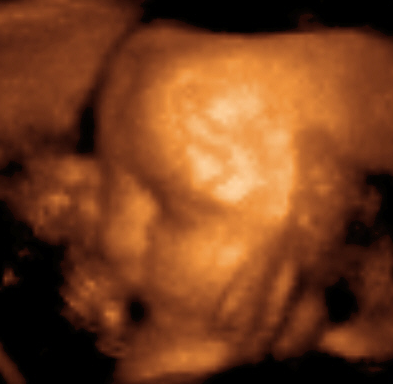
رأس لجنين في الاسبوع التاسع والعشرين، تصوير ثلاثي الأبعاد

أول من قام بتطوير هذه التقنية هو أولاف فون رام وستيفن سميث في جامعة ديوك في عام 1987.
يتم تنفيذ الموجات فوق الصوتية ثلاثي الأبعاد باستخدام نفس الجهاز المخصص للتصوير بالموجات فوق الصوتية ثنائي الأبعاد. وطريقة إرسال الموجات فوق الصوتية ثلاثية الابعاد شبيهة أيضاً بثنائية الابعاد، الفرق الوحيد هو أن الموجات تنبعث من زوايا عديدة ثم تتم معالجة الموجات المنعكسة بعدئذ عن طريق برامج كمبيوتر متطورة مما ينتج عنها صورة مركبة ذات حجم ثلاثي أبعاد لأعضاء الجنين على الشاشة.
يتيح التصوير ثلاثي الأبعاد للشخص أن يرى العرض والطول والارتفاع للصور بنفس طريقة عرض الأفلام ثلاثية الأبعاد ولكن دون حركة.
يمكن للشخص ان يرى العمق في الصور وأيضا العثور على مزيد من التفاصيل. في التصوير ثلاثي الأبعاد يقوم المختص بتمرير جهاز المسبار حول رحم الأم تماماً مثل 2D لكن الكمبيوتر سوف يأخذ صورا متعددة وينتجها صوراً بثلاثة أبعاد على الشاشة. ولأن الصور الناتجة ثلاثية أبعاد فمن المحتمل الكشف عن أي عيب في الوجه مثل الشفة الأرنبية وفي أي عضو بالجسم.

### التصوير رباعي الأبعاد 4D
اختصار 4D يرمز إلى التصوير رباعي الأبعاد، والبعد الرابع هو الزمن. وهو من أحدث التقنيات في الموجات فوق الصوتية.
هنا يتم أخذ صور 3D ويضاف عنصر الوقت لها. وهذا يسمح للآباء رؤية طفلهما في الوقت الحقيقي أو المباشر. هذ النوع من التصوير مفيد في التشخيص والكشف عن عيوب هيكلية في الجنين مثل التشوهات القلبية، وتشوهات أخرى من اليدين والساقين والعمود الفقري لأنها صور متحركة.تكنولوجيا التصوير رباعي الأبعاد يساعد الأطباء أيضا في تحديد سن الجنين، نمو الجنين، وتقييم الحمل المتعدد والحمل عالي الخطورة. وقد أثبتت الموجات فوق الصوتية مساعدة في الفحوص المستخدمة للكشف عن الأورام الحميدة في بطانة الرحم، والأورام الليفية في الرحم وأورام المبيض.
التصوير رباعي الأبعاد هو مصطلح يعني ببساطة انه تمت إضافة عنصر الحركة إلى صورة ثلاثية الأبعاد لا تزال قائمة، ويسمى أيضاً«التصوير رباعي الأبعاد المباشر»
يتيح التصوير رباعي الأبعاد للأم أشرطة فيديو لطفلها الذي لم يولد بعد كتحركات الطفل، التثاؤب، مص إبهامه والتلويح باليد، مما يخلق لها فرصة للاحتفاظ به كذكرى وأيضاً للاطمئنان على طفلها. وقد ساعد أيضا 4D الأطباء في تحسين دقة التشخيص عندما يتعلق الأمر بأخذ العينات والخزعات. في التصوير رباعي الأبعاد يتم التقاط 3-4 صور في الثانية. عموماً، في معظم الحالات يتم التصوير بالموجات ثنائية الأبعاد وتستخدم الصور بعد ذلك لتحويلها لثلاثية ورباعية ابعاد للتشخيص.

### الموجات فوق الصّوتية طراز «دوبلر» أو «الرّدار»
هو إحدى أنواع جهاز التّصوير الطّبي الذي يستخدم الموجات فوق الصّوتية؛ لِمعرفة سرعة جريان الدّم خلال الشّرايين والأوردة الدّموية. ويتم ذلك عن طريق انبعاث تلك الموجات من جزء «المحوّل» بالجهاز ومن ثمّ انصدامها بِخلايا الدّم المتحركة، بالتالي سوف تنعكس تلك الموجات لِيتم استقبالها في جزء «المُستقبِل» في الجهاز ذاته أو كَجهاز منفصل عن المحوّل.
ولِكلٍ من الموجات المنبعثة والمنعكسة تردد معين، ويرمز لهم بِ: «ف0»، «ف1» بالتّرتيب على التّوالي، وناتج الفرق بينهما (ف1 - ف0) سوف يكون «ف2» والذي يطلق عليه مصطلح «تردد التحوّل الدوبلري»، فإذا كانت قيمة ف2 تساوي صفر فإن ذلك يدّل على عدم وجود حركة لخلايا الدم، وإذا كانت قيمة ف2 أكبر من صفر (الموجات أكثر انضغاطاً) فهذا يعني أنّ حركة خلايا الدّم هي باتجاه المحوّل، بالتالي ستكون حركتها باتجاه معاكس للمحوّل عندما تكون قيمة ف2 أقل من صفر (الموجات أقل انضغاطاً). وبالتّالي يمكننا معرفة سرعة خلايا الدّم المتحركة عن طريق معادلة دوبلر: ف2 =(2×ف0×س×جتا θ) ÷ ص،
حيث أنّ س: هي سرعة جريان خلايا الدّم، θ: هي الزاوية الواقعة بين خط مجرى الدم (الشريان أو الوريد) مع خط الموجات المنعكسة باتجاه المُستقبِل بعد انصدامها بخلايا الدم المتحركة وص: هو سرعة الصوت في الوسط (في الدم ≈1570متر/ثانية).

## فوائد التصوير
فوائد التصوير ثلاثي ورباعي الأبعاد
تشير الدراسات إلى تجربة الموجات فوق الصوتية يمكن أن تساعد الأمهات على تحسين نظامهم الغذائي وممارسة الرياضة بشكل متكرر، والقضاء على السلوكيات الضارة مثل التدخين، وفرصة لرؤية الجنين قبل الولادة تلعب دورا محوريا في رسم أفراد العائلة عن كثب خلال هذا الوقت من التغيير.
ومن فوائدها أيضاً ان الاستخدام الطبي لهذه التقنية أصبحت بيئة فعالة للأنشطة البحثية خاصة عند فحص الأجنة المصابين بخلل أو أمراض.
معرفة جنس الطفل
قد تكون الموجات فوق الصوتية ثلاثية الأبعاد3D، في بعض الأحيان، غامضة بعض الشيء عندما يتعلق الأمر بتحديد نوع الجنس.لذلك فإن الموجات فوق الصوتية ثنائية الأبعاد 2D هي أفضل طريقة لتحديد أو التحقق من جنس الجنين.

## الوقت الأفضل للتصوير
يتم التصوير في الفترة بين 24 و34 أسبوعا. قبل 24 أسبوعا، لم تكن قد وضعت بعد طبقة الدهن البني للجنين. وعادة يعتبر حوالي 27 لمدة 28 أسبوعا هو الوقت المثالي للتصوير، لأن الطفل سوف يكون مغطى ببعض الدهون ومازال لديه مجالا واسعا للتحرك. بعد 34 أسبوع، يبدأ الجنين بالانضغاط قليلا وربما يواجه العمود الفقري وهي وضعية الولادة للطفل. وتستطيع الأم رؤية طفلها قبل هذه الفترة ولكن سوف يكون حجم الطفل أصغر وأنحف (لعدم تكون الرواسب الدهنية تحت الجلد).

## جودة الصور
هناك عدة عوامل تؤثر على جودة الصور خلال التصوير بالموجات فوق الصوتية:
كمية السائل الاميوني: موجات الصوت تنتقل عبر السائل لتكوين الصور، كلما زادت كمية السائل حول الطفل كلما زاد وضوح الصور. يمكن للأخصائي مساعدة المريضة في ضمان وجود كمية جيدة من السوائل عن طريق إشعارها بشرب الكثير من الماء قبل موعد التصوير.
موقع المشيمة: لسوء الحظ، موقع المشيمة هي أحد العوامل التي لا يمكن تغييرها. يمكن أن تكون المشيمة في الجزء الأمامي من الرحم والظهر، أو الجانب. عندما تكون المشيمة في الأمام يمكن أن تحجب وجه الطفل، وذلك لأن الموجات الصوتية تلتقط المشيمة كنفس نوع نسيج الطفل.
موقع الطفل: إذا كان الطفل يواجه العمود الفقري للأم، فإن الصورة سوف تكون للجزء الخلفي من رأسه. اخصائي الأشعة سوف يعيد وضعية الأم في محاولة لتحريك الطفل. هذا يعيدنا إلى أهمية وجود الكثير من السوائل.

## مخاطر التصوير بالموجات الفوق صوتية
هل هناك مخاطر في التصوير بالموجات فوق الصوتية ثلاثية الأبعاد؟
لا توجد أي أدلة قاطعة لتأثيرات خطيرة حصلت للتصوير ثلاثي الأبعاد على الأجنة ولكن ينبغي أن تستخدم الموجات الفوق صوتية عند الضرورة فقط.
عموماً، الأضرار الناتجة عن الموجات فوق الصوتية ثلاثية الأبعاد مشابهة لتلك الناتجة عن ثنائية الأبعاد، بما أنها تعتمد على نفس الموجات وبنفس الكثافة، وهي تخضع لاحتمالين كبيرين:
1. زيادة الحرارة - الأنسجة أو المياه الموجودة بالجسم قد تزيد درجة حرارتها عن المطلوب نتيجة لتحويل الطاقة الممتصة من الموجات.
2. تكوين فقاعات - وذلك عند خروج الغازات الذائبة نتيجة لارتفاع الحرارة.

تقليل مخاطر التصوير ثلاثي الأبعاد بالموجات فوق الصوتية
نستطيع تقليل خطر التصوير ثلاثي الأبعاد بالأشعة الصوتية عن طريق التالي:
- وجود مدير طبي مؤهل في مراكز الموجات الفوق الصوتية.
- بعض مراكز التصوير بالأشعة فوق الصوتية لا توظف الاخصائيين المختصين بالموجات فوق الصوتية لذلك يجب الحرص على توظيف حملة الشهادات المختصين بهذا المجال.
- توفير فرصة كافية للتدريب لاخصائيي الموجات فوق الصوتية.
- وجود تواصل كاف مع أخصائيي النساء والولادة ووجود سياسات وقوانين توضع في عين الاعتبار في حالة اكتشاف تشوهات أو أمراض خلال الفحص.
- عمليات تفتيش مفاجئة في العيادة.
- صيانة لأجهزة الموجات فوق الصوتية.
- تحديد وقت فحوصات الموجات فوق الصوتية بحيث لاتزيد عن 30 دقيقة.
- تحديد جلسات فحوصات الموجات فوق الصوتية بحيث لا تزيد مرة في الشهر.
- الحاجة إلى اثبات الرعاية قبل الولادة وذلك قبل عمل جلسات الموجات فوق الصوتية ثلاثية الأبعاد.

## الخلاصة
- التصوير ثلاثي ورباعي الأبعاد تقنيات تستخدم لأخذ صور فوق صوتية.
- التصوير ثلاثي الأبعاد يضيف عمقاً للصور ثنائية الأبعاد بينما التصوير رباعي الأبعاد تضيف عنصر الوقت مما يجعل الصور تبدو وكأنها أفلام.
- كلا النوعين من التصوير«ثلاثي ورباعي الأبعاد» يساعد الأطباء على كشف الأمراض والتشوهات للطفل بطريقة أفضل.